# Gare de Tiraspol
La gare de Tiraspol (en roumain : Gara Tiraspol), est une gare ferroviaire moldave de la ville de Tiraspol.

## Histoire

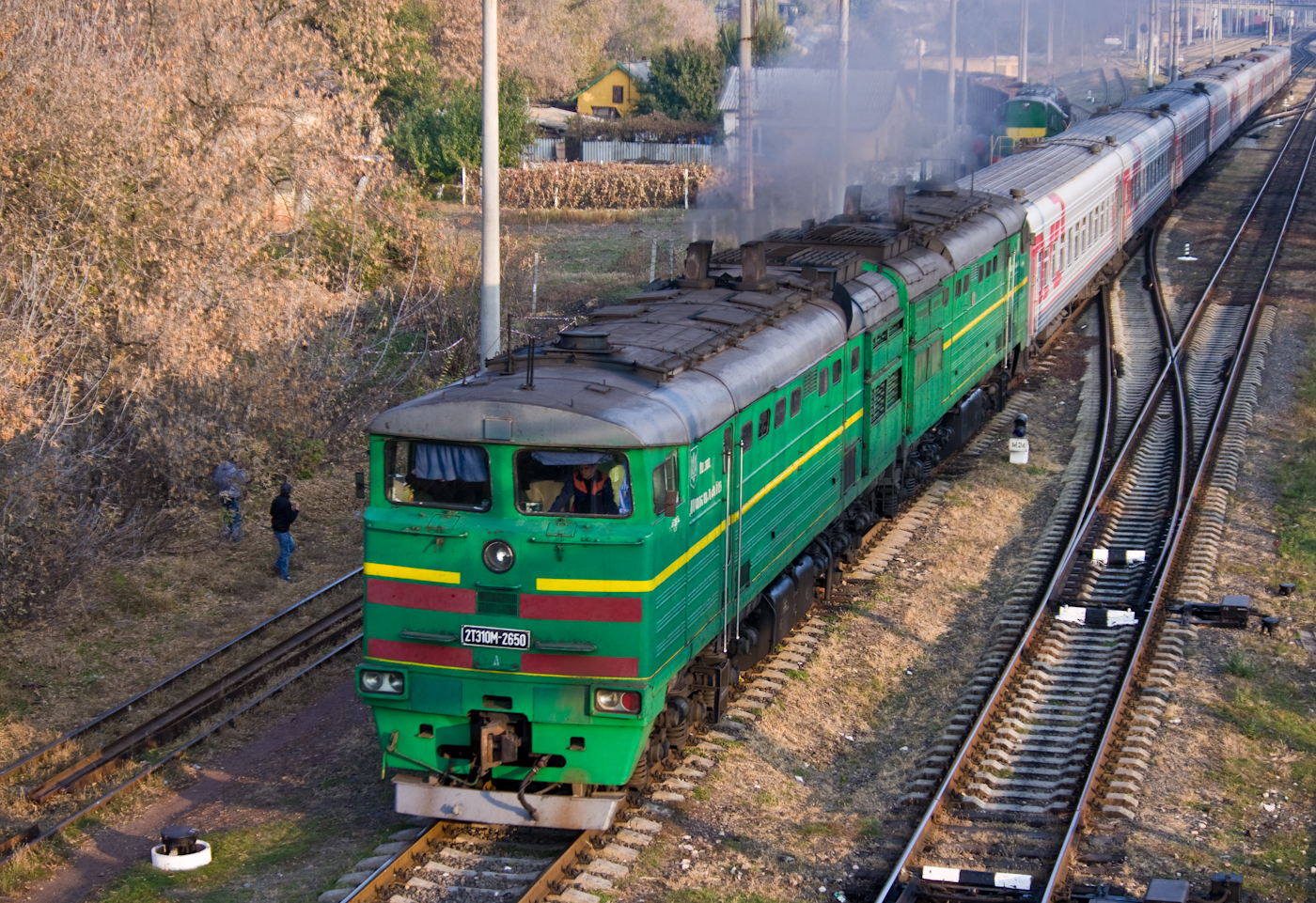
Locomotive 2ТE10М-2650 sur la ligne Moscou - Chișinău.

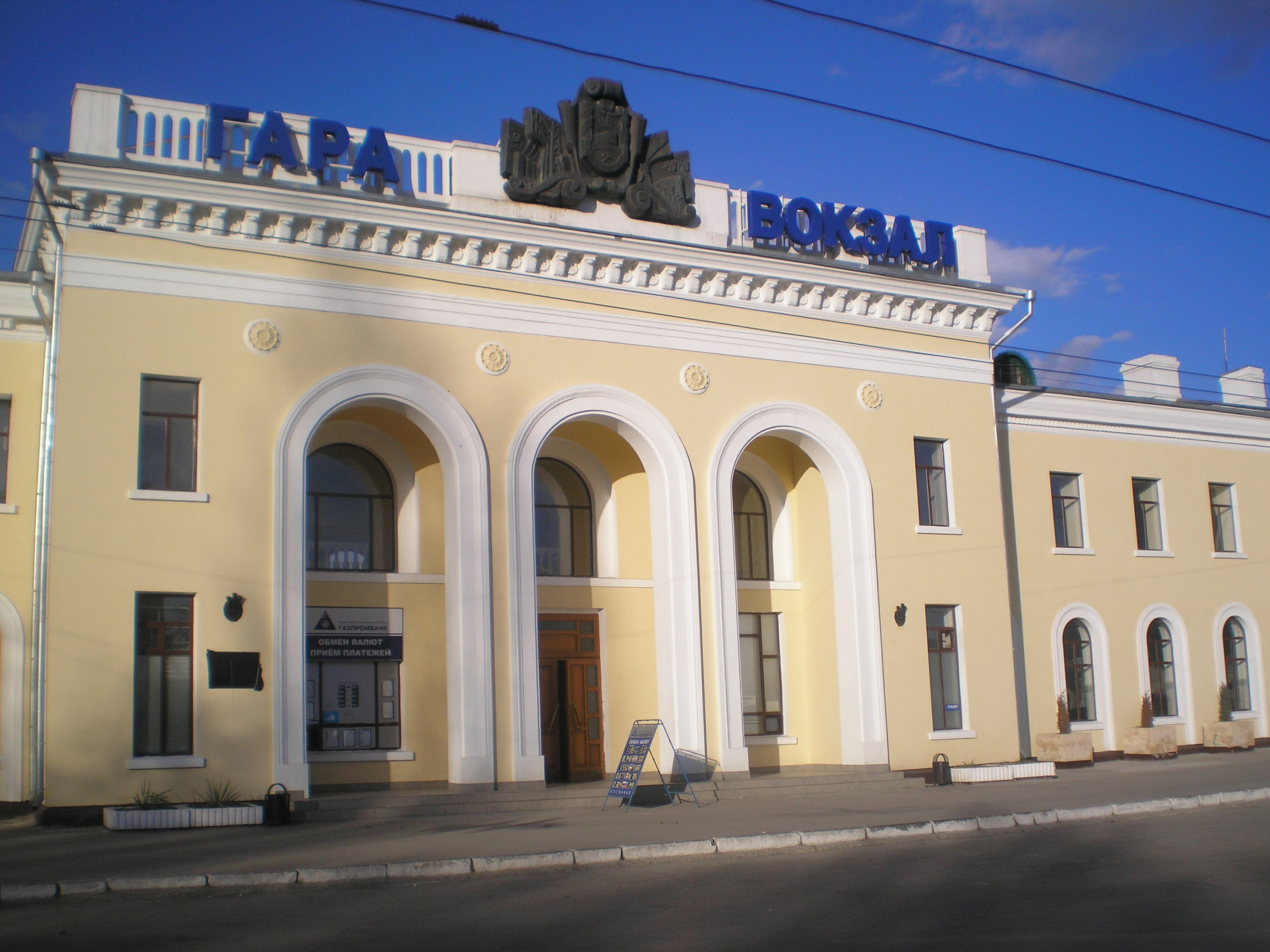
Gare de Tiraspol.

C'est en 1846 que l'ingénieur belge Züber commence à planifier une ligne de chemin de fer entre Odessa, Tiraspol et Parcani, mais ce n'est qu'au début des années 1860 qu'elle est construite jusqu'à Tiraspol. La gare de Razdelnaïa est reliée en 1867 à celle de Tiraspol, ce qui en fait la première ville de la région à permettre d'atteindre Odessa directement en chemin de fer. La gare est terminée à la fin de 1867. La ligne de chemin de fer jusqu'à Parcani est construite en 1870.
Au début du XXe siècle, le transport de passagers par chemin de fer est important pour la région. Il y avait plusieurs types de trains sur la ligne Odessa-Chișinău qui passait par Tiraspol : postal, passagers-marchandises, express. En avril 1944, la gare est incendiée par les armées allemandes et roumaines durant leur retraite devant l'Armée rouge, mais c'est l'un des premiers édifices à être reconstruits après la libération de la ville.
Jusqu'en 1992, une trentaine de trains par semaine passaient par la gare, mais depuis la sécession de la Transnistrie, la circulation des passagers vers la Moldavie est réduite à 3 ou 4 trains hebdomadaires ; vers Odessa en revanche, les navettes sont quotidiennes. En 2006, le train express no 65 Moscou-Chișinău s'arrête de nouveau à Tiraspol, et aussi, en été, le train Saratov-Varna. Depuis le 1er octobre 2010, la ligne no 641/642 Chișinău-Odessa est remise en fonction en passant par Tiraspol.
Le parvis de la gare a été reconstruit en 2013 et des projets d'agrandissement et de nouveaux éclairages sont en cours.

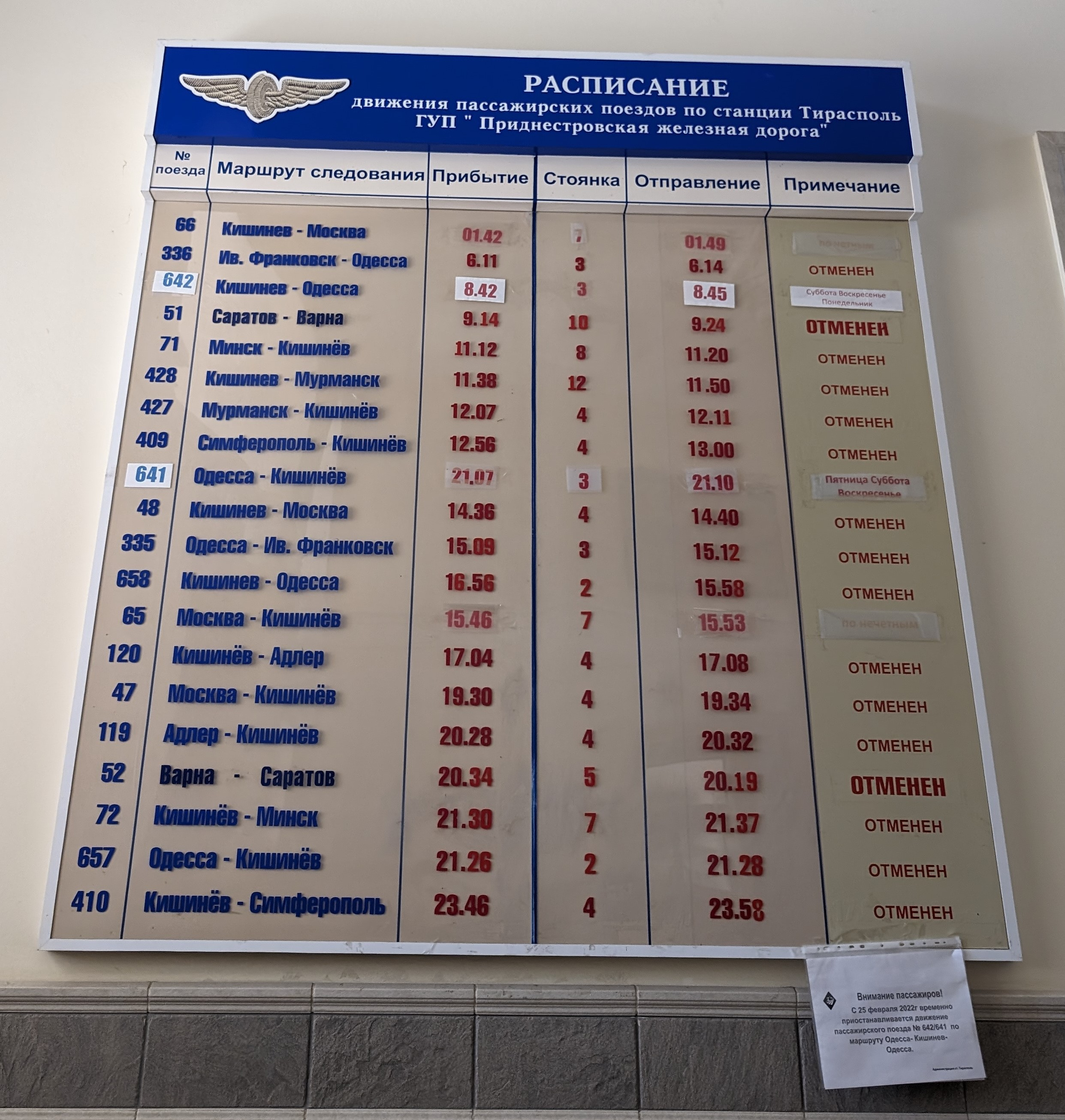
Panneau des départs en gare de Tiraspol, ou tout les trains sont marqués "annulés"

Depuis le 25 février 2022 et le début de la guerre en Ukraine, et à la suite de la fermeture des frontières avec la Transnistrie, plus aucun train n'y circule. Seul subsiste un aller-retour quotidien entre Chisinau et Bender 3 (côté Moldave).

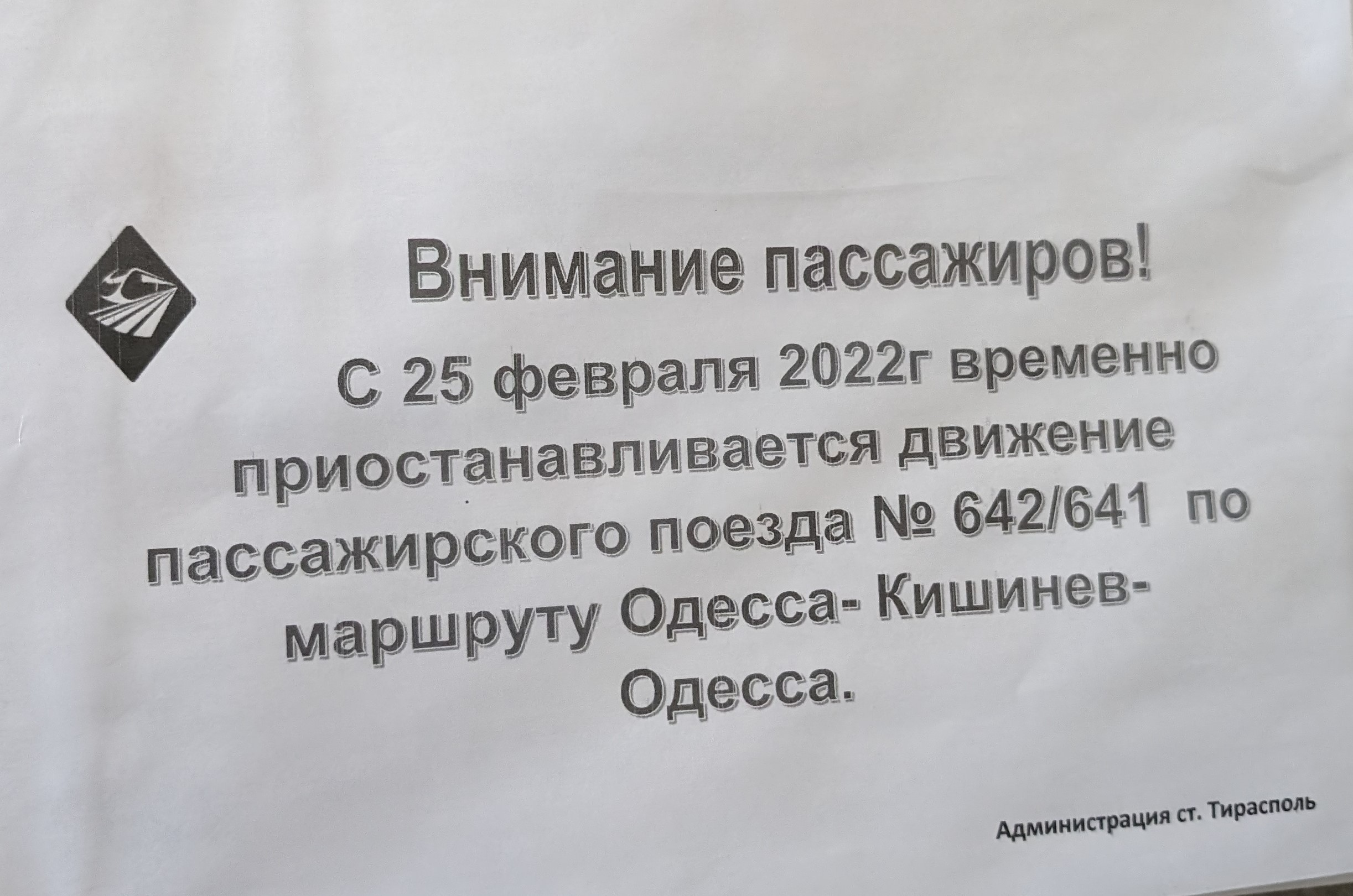
Affiche informant de la suppression des trains entre Chisinau et Odessa à partir du 25/02/22

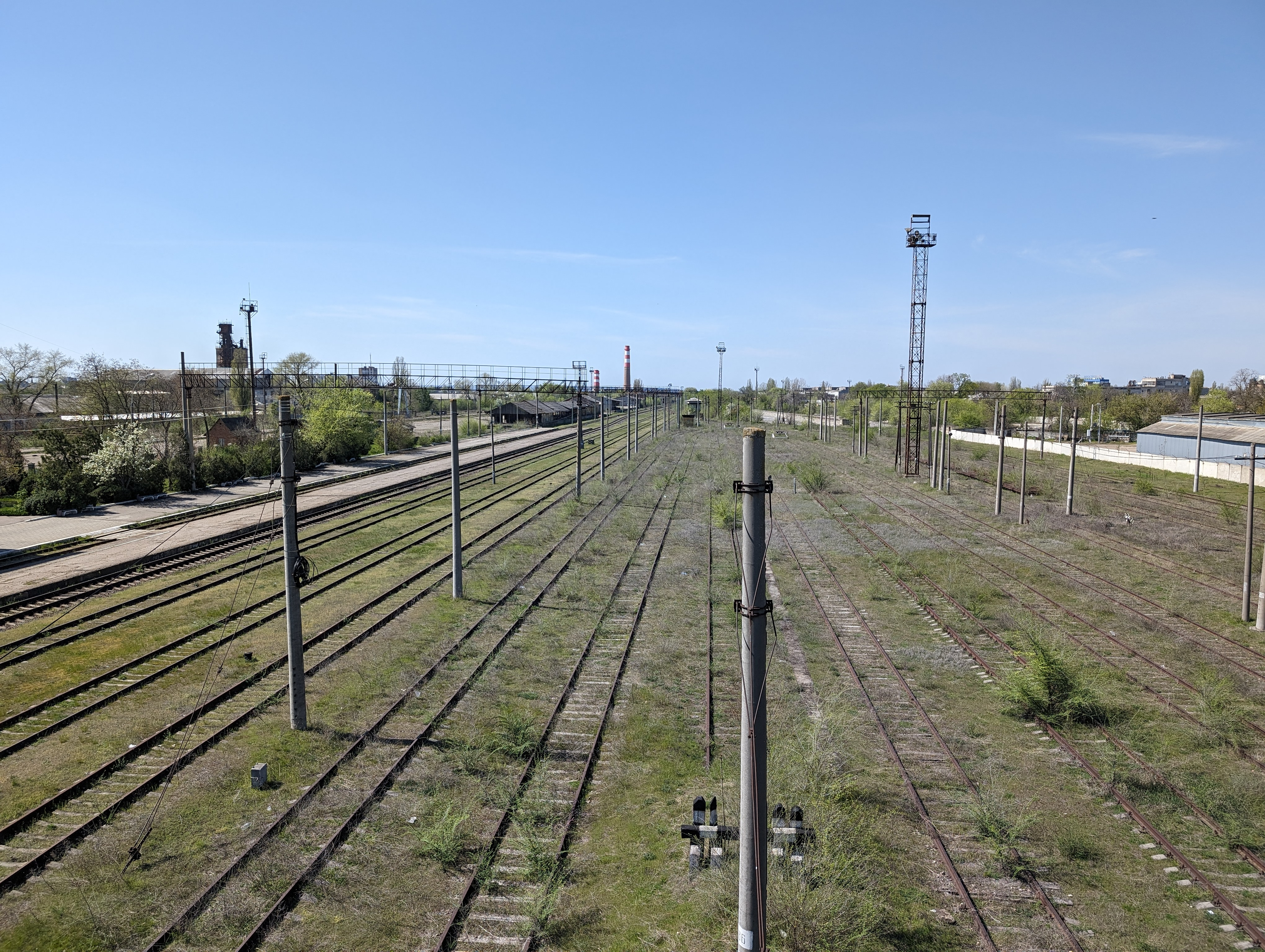
Vu des installations de la gare de Tiraspol, à l'abandon depuis le début de la guerre

### Accueil

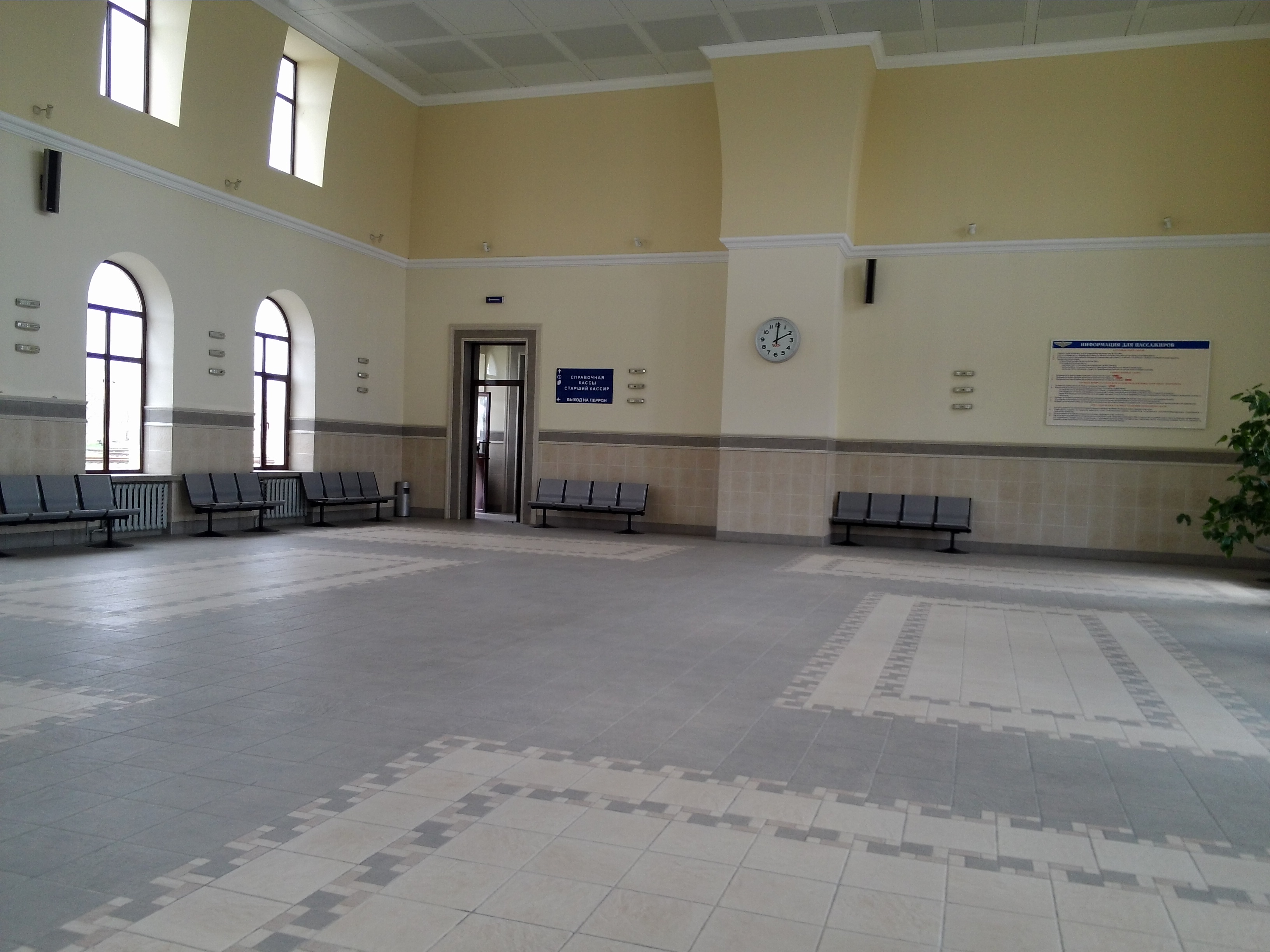
Hall passagers.